# 17670 Ліддел
17670 Ліддел (17670 Liddell) — астероїд головного поясу, відкритий 8 грудня 1996 року.
Тіссеранів параметр щодо Юпітера — 3,325.